# Ildefonso Joaquín Infante y Macías
Ildefonso Joaquín Infante y Macías (Moguer, Huelva, 31 de maig de 1813 - Moguer, Huelva, 2 de juliol de 1888) va ser un clergue espanyol, bisbe de la diòcesi de San Cristóbal de La Laguna. Va ser una de les personalitats més rellevants de totes les naixessin al segle xix a Moguer.
El 18 de juny de 1876 va ser consagrat bisbe a la diòcesi de Cádiz, càrrec que es va mantenir a Ceuta fins al 20 de maig de 1877, és a dir, la diòcesi de San Cristóbal de La Laguna o Tenerife. Allí va destacar en la seva posició, establint escoles gratuïtes per a nens pobres, missions d'evangelització dels pobles i conferències morals i litúrgiques per estimular el clergat.
Es va retirar del càrrec de bisbe de Tenerife el gener de 1882. Va morir el 2 de juliol de 1888 a Moguer, enterrat a l'Ermita de la Mare de Déu de Montemayor.